# Kalendarium historii Bahamów

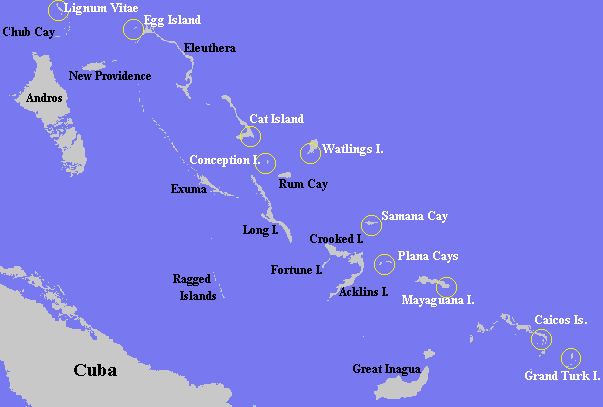
Prawdopodobne lokalizacje wyspy Guanahani

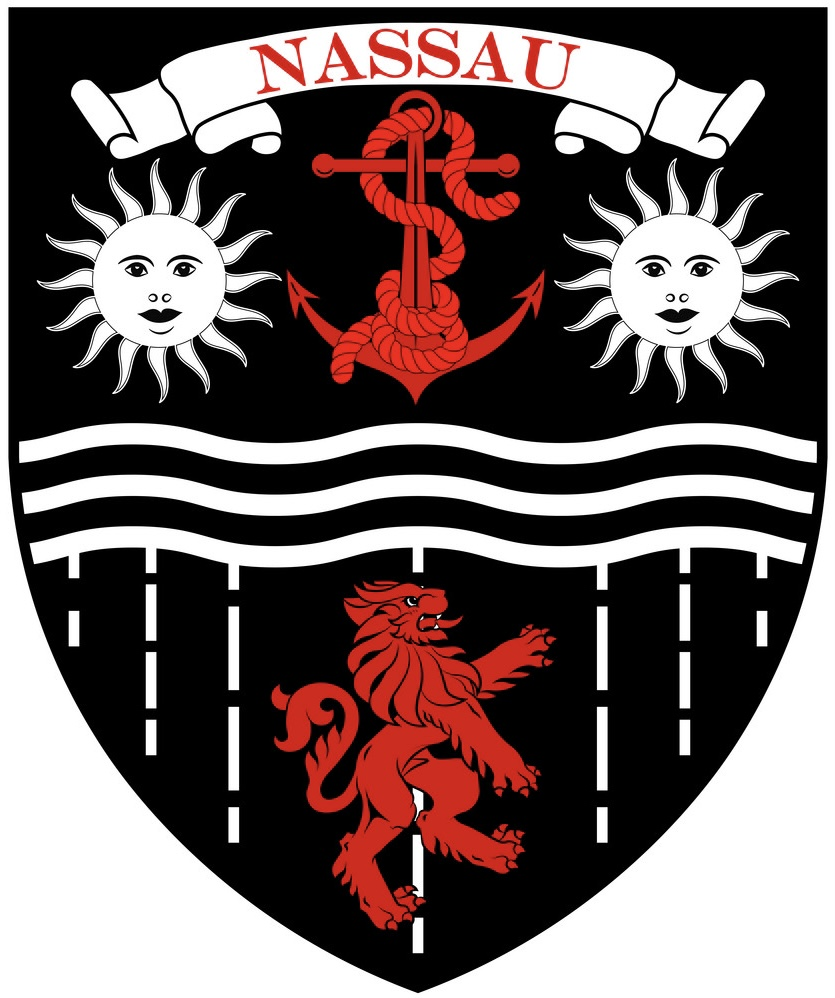
Herb Nassau

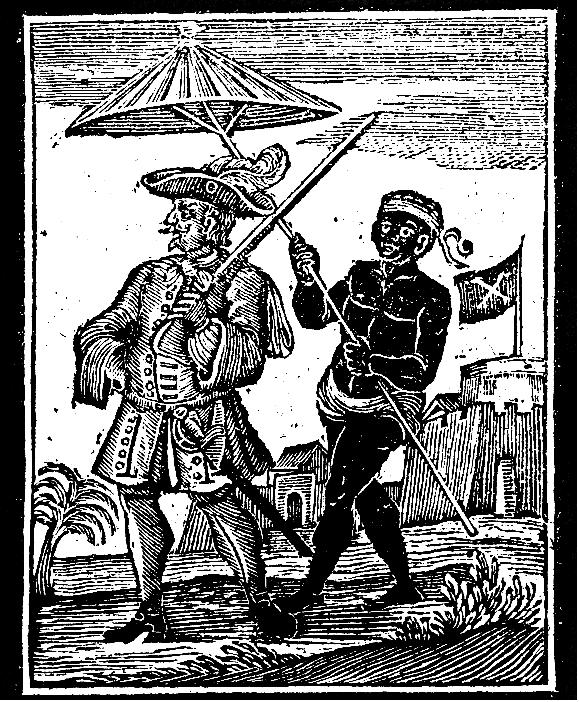
Henry Every, pirat operujący na Bahamach

Flaga Bahamów od 1964 do 1973

Kalendarium historii Bahamów – uporządkowany chronologicznie, począwszy od czasów najdawniejszych aż do współczesności, wykaz dat i wydarzeń z historii Bahamów. 

## Początki osadnictwa
- pocz. VIII w. – kon. XIV w. – rozwój społeczności Indian Lucayan na Bahamach[1].
- 1492 – Krzysztof Kolumb ląduje na wyspie, której nadaje nazwę San Salvador (tubylcy określają ją jako Guanahani). Jest to pierwszy ląd w Ameryce Środkowej, do którego dopływa ekspedycja[2].
- przełom XV i XVI w. – niemal całkowite wymarcie, lub przesiedlenie na Hispaniolę tubylczej ludności Bahamów[1][3].
- 1565 – utworzenie na Abaco kolonii hugenockich Francuzów. Jej późniejszy los jest nieznany[4].

## Panowanie angielskie
- 1649 – przybycie na Eleutherę grupy angielskich purytanów pod wodzą Williama Sayle'a, zwanych Eleutheran Adventurers[5].
- 1670 – włączenie Bahamów do angielskiej kolonii Karolina[3]. Założenie Nassau[6].
- 1684 – hiszpański rajd na Nassau, zakończony spaleniem miasta[6].
- przełom XVII i XVIII w. – początki piractwa na Bahamach, utworzenie z archipelagu bazy korsarzy[5].
- 1703 – hiszpańsko-francuski rajd na Nassau zakończony zniszczeniem miasta. Część wojny o sukcesję hiszpańską[7].
- 1718 – przywrócenie porządku w Nassau przez Woodesa Rogersa z ramienia Wielkiej Brytanii[5].
- 1720 – hiszpański rajd na Nassau, odparty przez Brytyjczyków. Część wojny czwórprzymierza[8].
- 1776 – amerykański rajd na Nassau, zakończony zwycięstwem i krótkotrwałą okupacją miasta. Część rewolucji amerykańskiej[9].
- 1782 – bezkrwawe zdobycie Nassau przez siły hiszpańskie w ramach hiszpańskiego wsparcia rewolucji amerykańskiej[10].
- 1783 – odbicie Nassau przez siły lojalistów brytyjskich[10]. Uznanie przez Hiszpanię statusu Bahamów jako kolonii brytyjskiej[3].
- kon. XVIII w. – znaczny wzrost populacji Bahamów, przez osiedlenie się tam lojalistów brytyjskich, oraz ich niewolników[5].
- 1787 – pierwszy bunt bahamskich niewolników[11].
- 1861–1865 – wojna secesyjna, Bahamy stają się bazą łamaczy blokady[12].
- 1940 – nadanie Edwardowi VIII tytułu gubernatora Bahamów[13].
- 1964 – nadanie wyspom autonomii[3].

## Niepodległe rządy
- 1973 – przyznanie Bahamom niepodległości[3]. Przyjęcie państwa do ONZ dzięki rezolucji numer 336[14].
- 1979 – podróż apostolska Jana Pawła II do Dominikany, na Bahamy i do Meksyku, pierwsza ze wszystkich pielgrzymek podczas jego pontyfikatu[15].